# Костел Успіння Пресвятої Діви Марії (Отинія)
Костел Успіння Пресвятої Діви Марії, або костел Внебовзяття Пресвятої Діви Марії (пол. Kościół p.w. Wniebowzięcia Najświętszej Maryi Panny), — культова споруда, парафіяльний храм Львівської архідієцезії Римо-Католицької церкви в Україні у смт. Отинія, Коломийського району, Івано-Франківської області. Взірець неоготики, авторства Теодора Тальовського.
Храмове свято — Внебовзяття Пресвятої Діви Марії (15 серпня).

## Опис
Зроблений з цегли, має розміри 31×20 м.
За архітектурним стилем, храм є типовим вірцем неоготики.

## Історія храму
Костел побудовано в 1905—1918 роках, зусиллями пароха кс. Людвіка Швайгера. Автором проєкту став Теодор Мар'ян Тальовський.
У 1919 році настоятелем парафії став кс. Францішек Вишатицький, який продовжував будову всередині святині.
24 березня 1924 року вперше в отинійському костелі заграв орган. Головний вівтарі у 1920-х роках містив чудотворна ікона (образ) Успіння Матері Божої[джерело?], намальований у 1718 році Казімежом Ладонським з Жукова.
У 1937 році кс. Станіслав Перенц вклав чудотворний образ Внебовзяття Пресвятої Діви Марії в позолочені рами.
Після приходу радянської влади, і по закінченні Другої світової війни, з початком утиску релігії, ця доля не оминула і отинійський костел. Але в червні 1945 року, все костельне майно вивезли до Ліготи Ксьонженцої в Польщі. Там на місці зруйнованого євангелістського храму побудовано новий костел, на взірець отинійського, в якому помістили образ Матері Божої з Отинії.
У цей же час у приміщенні отинійського костелу влаштували склад хімікатів, а потім філіал заводу «Індуктор», згодом у приміщенні планували відкрити музей.
Однак зі здобуттям Україною незалежності (1991), відбулося відродження релігійної громади римо-католиків, в Отинії — і в 1992 році, стараннями римсько-католицької громади і кс. Петра Бука святиню повернули вірянам. 12 грудня, того ж 1992 року, відбулося урочисте відкриття і посвячення храму, на якому був присутній кс. Єпископ Маркіян Трофим'як. Ксьондз Казимир Галімурка став настоятелем парафії.
У 1997 році до Отинії привезли копію образу Внебовзяття Матері Божої.
Нині у 2000-ні ксьондзом Отинійського костелу є Петро Малий.

## Світлини

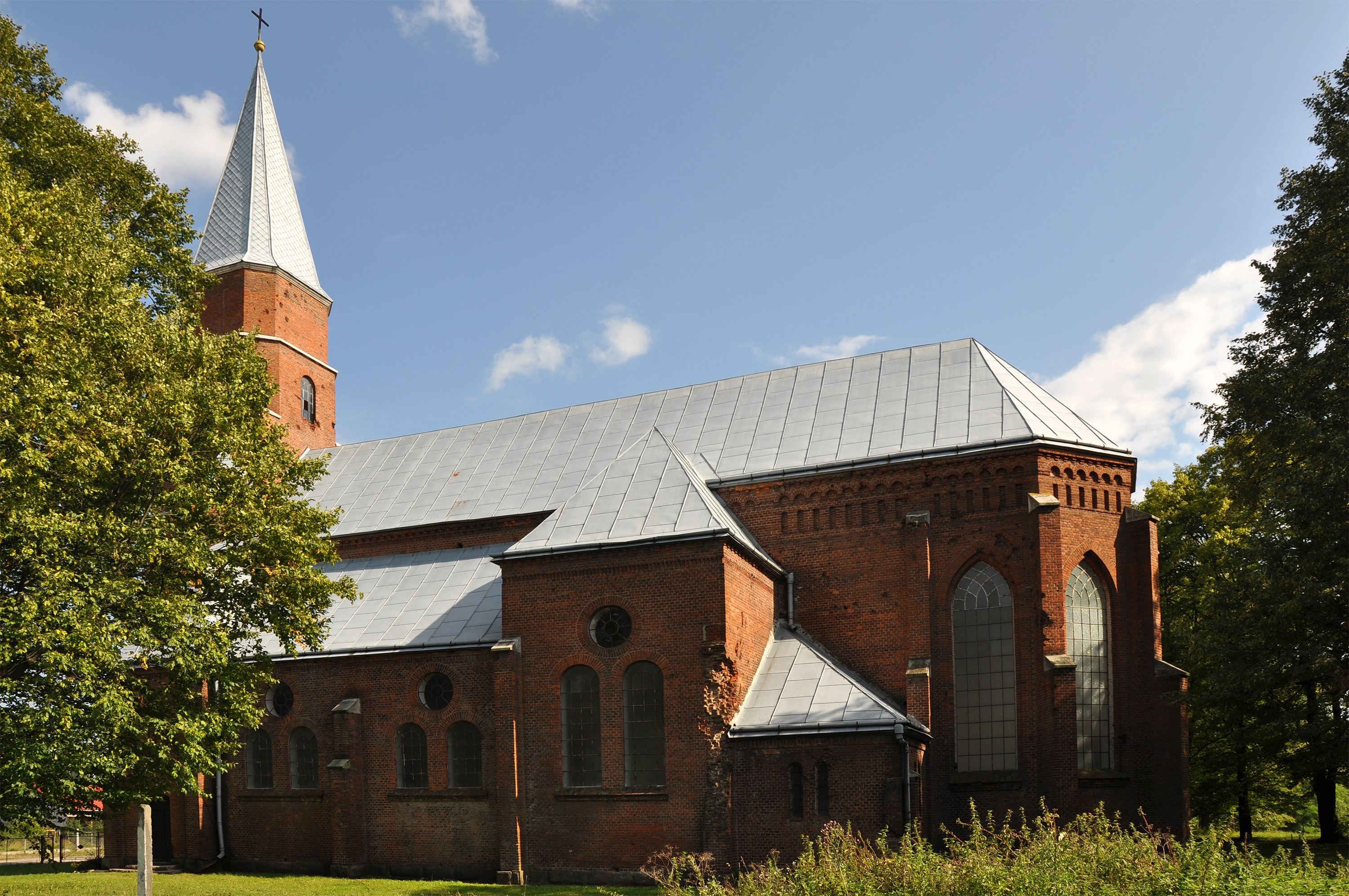
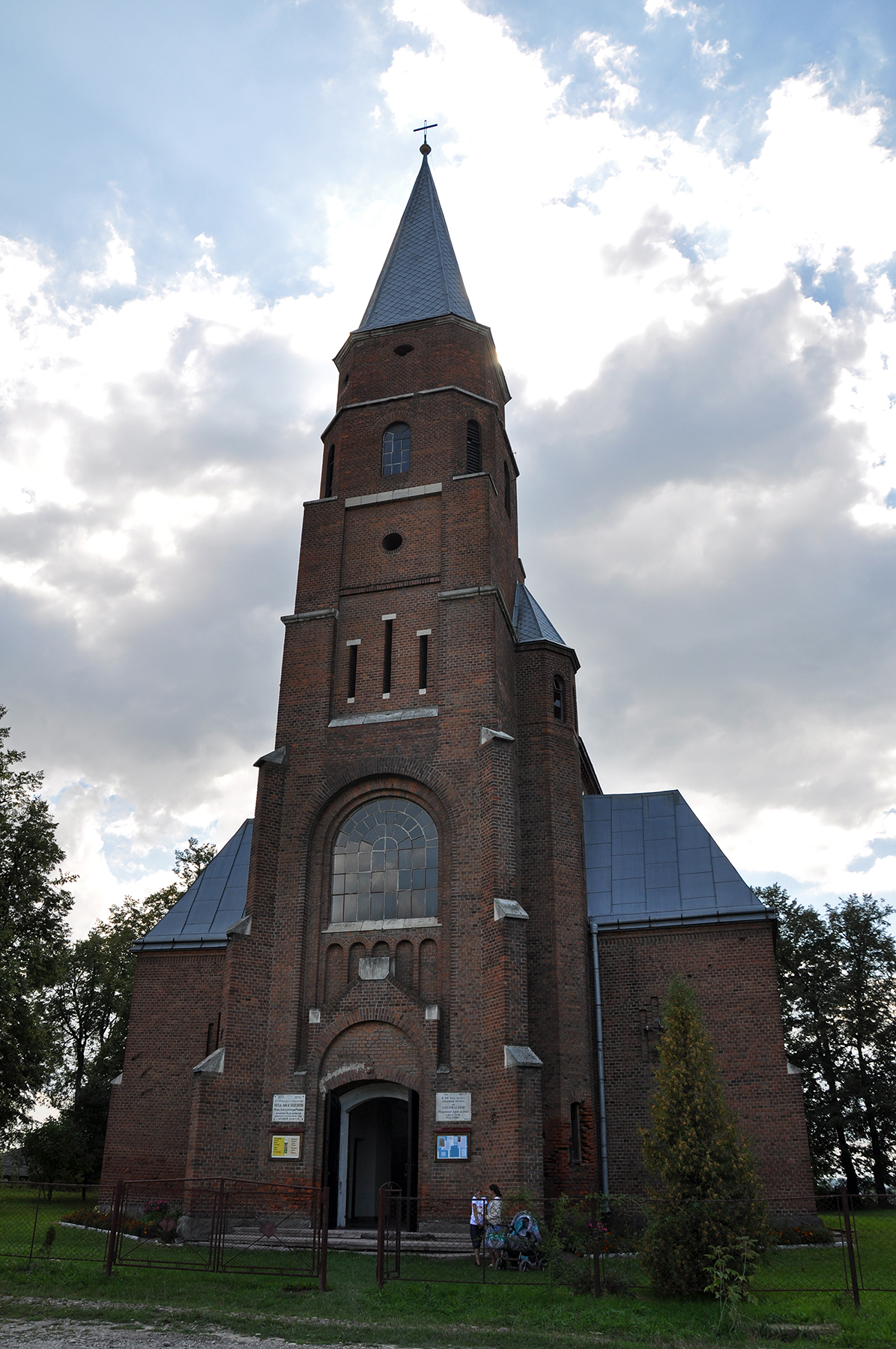